# Boson (cardinal, 1187)
Pour les articles homonymes, voir Boson.
Boson(e), aussi Boson d'Arles, (né à Arles et mort vers 1190 à Rome) est un cardinal français  du XIIe siècle.

## Biographie
Le pape Urbain III le crée cardinal lors du consistoire de 1187. 